# Winni Grosbøll
Winni Aakermann Grosbøll (Bornholm, 16 september 1976) is een Deense docente en politica voor Socialdemokraterne. Van 2010 tot en met 2020 was zij burgemeester van Bornholms Regionskommune (Regionale Gemeente Bornholm). Ze is getrouwd en heeft drie kinderen.

## Biografie
Winni Grosbøll volgde haar middelbareschoolopleiding op het Bornholms Gymnasium en behaalde in 1995 haar diploma. Hierna studeerde zij aan de Universiteit van Kopenhagen en behaalde daar de graad van "Candidata magisterii" in geschiedenis en maatschappijleer. In 2003 keerde zij met haar gezin terug naar Bornholm. Tot haar aanstelling als burgemeester was zij werkzaam op het Bornholms Gymnasium.

### Politieke loopbaan
Grosbøll begon haar politieke carrière in 1992 bij DSU (Jong Sociaaldemocraten Denemarken). Ze was onder andere voorzitter van de afdeling op Bornholm en zat in het hoofdbestuur.
Ze werd bij de gemeenteraadsverkiezing van 2006 in de gemeenteraad verkozen. In 2009 werd ze voorgedragen als lijsttrekker van haar partij. Toen haar partij de verkiezingen won, werd ze tot burgemeester verkozen. Grosbøll nam de post per 1 januari 2010 over van Bjarne Kristiansen.

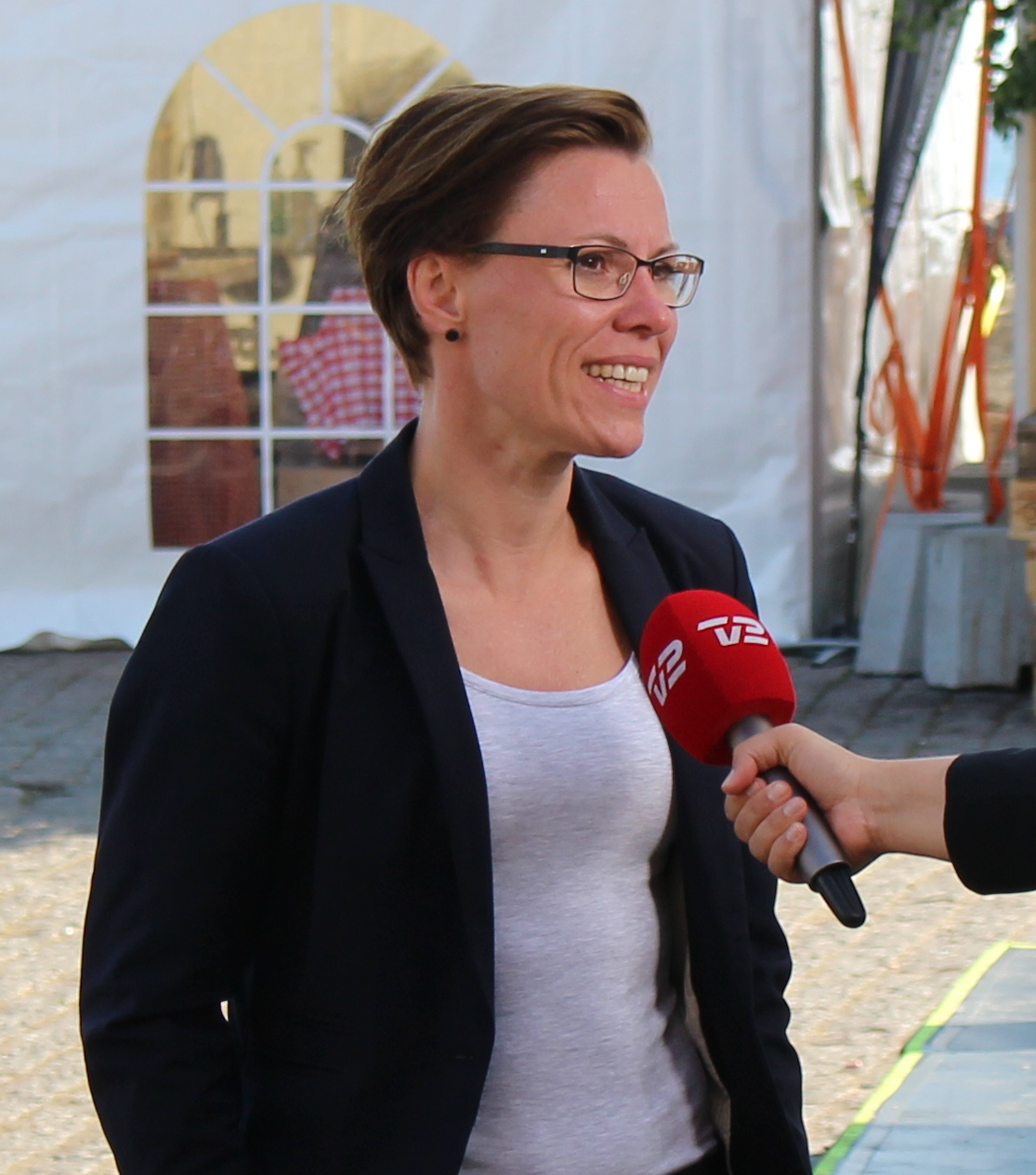
Winni Grosbøll wordt geïnterviewd door TV 2. Zij was de meest geciteerde burgemeester van Denemarken.

Van 15 tot 18 juni 2011 was ze gastvrouw en initiatiefnemer van de eerste Folkemøde (volksvergadering) in Denemarken, dat werd gehouden in Allinge. Deze volksvergadering werd geïnspireerd op de Zweedse Almedalsveckan ("Almedalen-week") in Visby en groeide uit tot een jaarlijks evenement.
Op 21 juni 2011 doopte ze het nieuwe schip Leonora Christina van BornholmerFærgen en werd de peettante van het schip.
Grosbøll was een van de meest geciteerde burgemeesters van Denemarken. Ze trad af op 31 december 2020.